# Carl Johan von Königsmarck

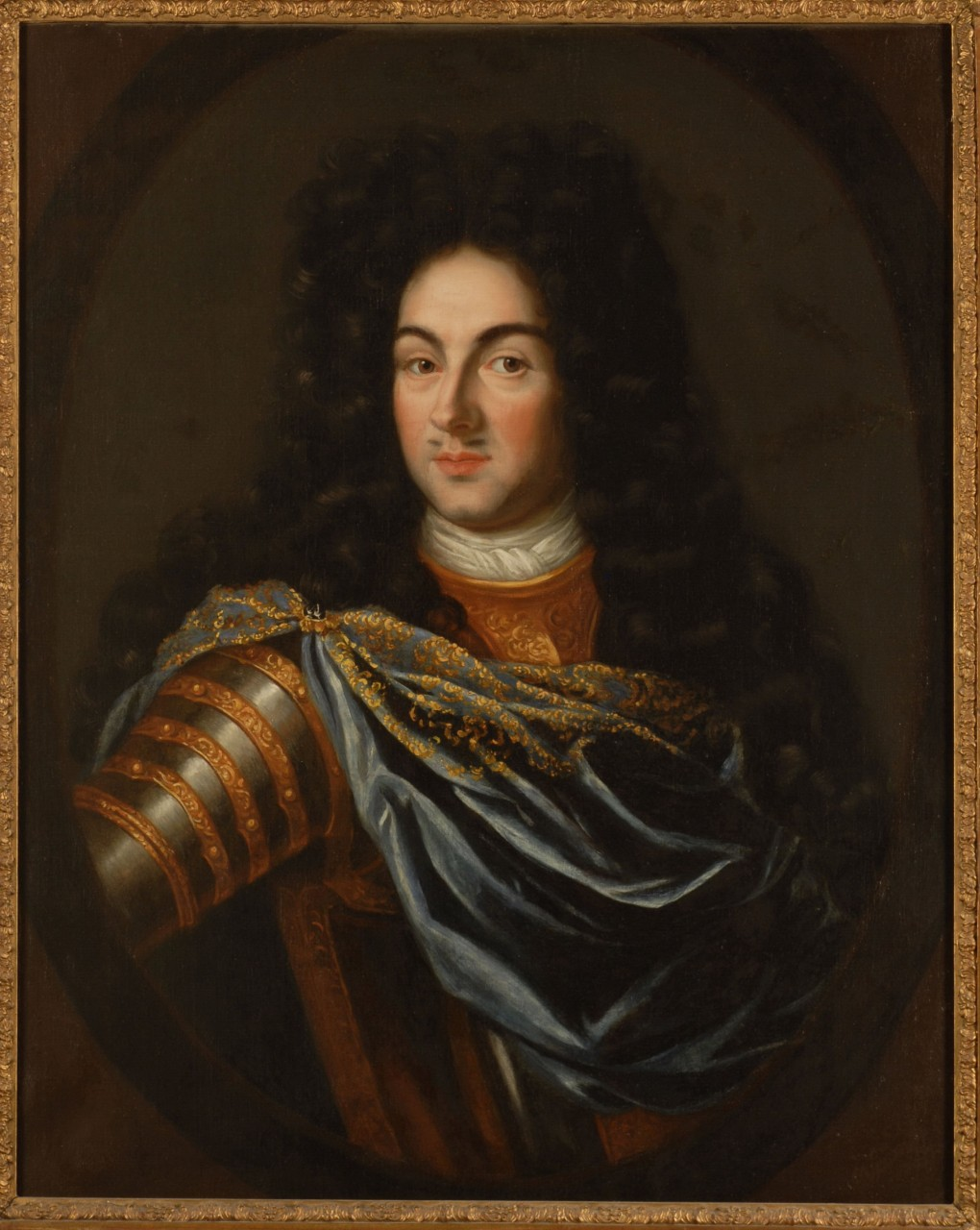
Carl Johan von Königsmarck, oljemålning av Martin Mijtens d.ä. 1680

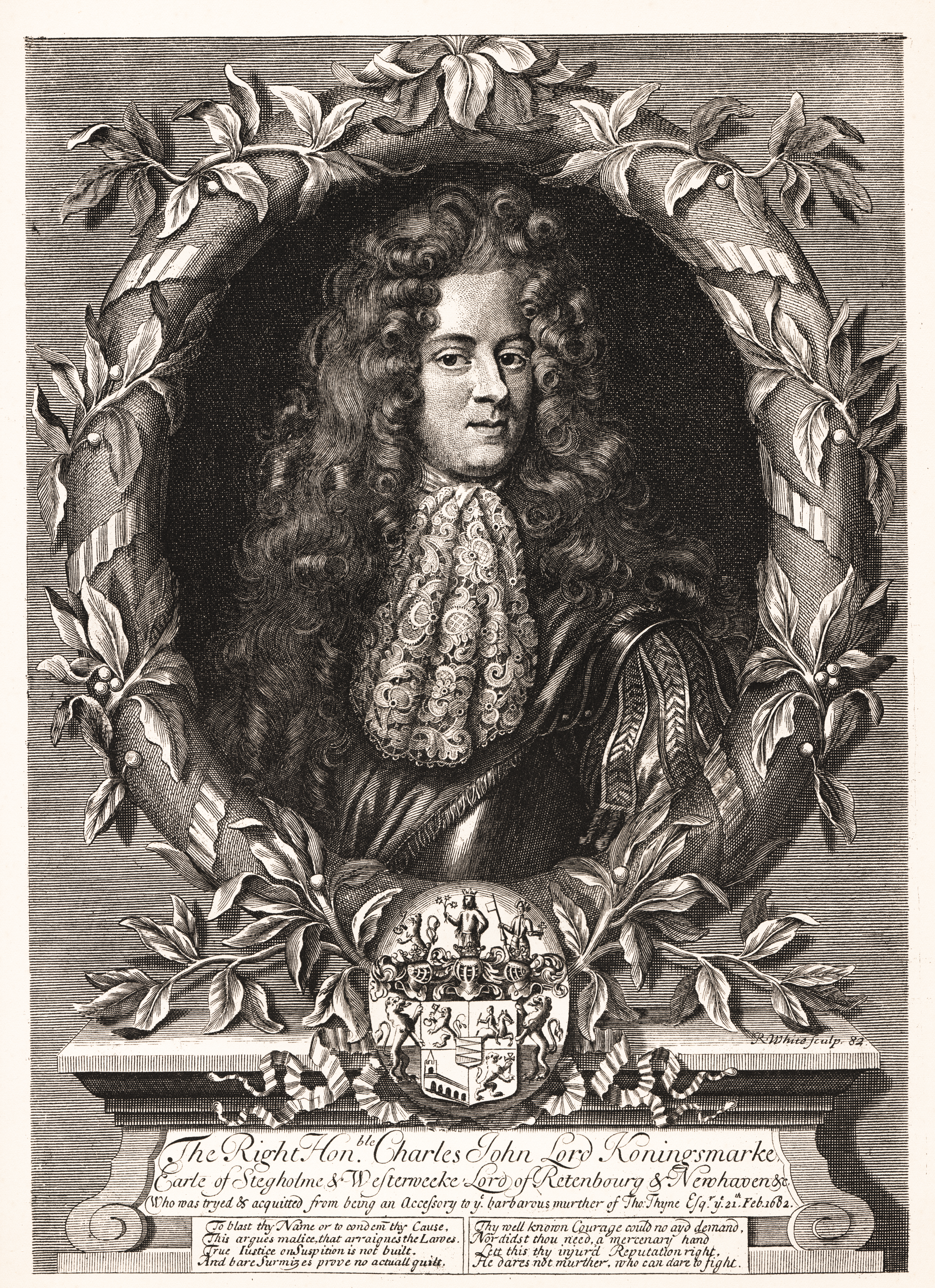
Carl Johan von Königsmarck på en gravyr (1682)

Carl Johan von Königsmarck, född 5 maj 1659, död 27 augusti 1686 var en svensk greve och militär. 

## Biografi
Föräldrarna var Conrad Christoff von Königsmarck och Maria Kristina Wrangel. Redan som mycket ung gick von Königsmarck i Malteserordens tjänst och vann sin första utmärkelse då han vid arton års ålder under försöket att komma ombord på ett fientligt turkiskt skepp med detta sprängdes i luften och simmande återkom till sin egen galär. För sin tapperhet tilldelades han malteserkorset. von Königsmarck gick därefter i engelsk tjänst mot morerna och utmärkte sig i anfallet på Tanger. 
År 1682 begicks i London ett mord på en Thomas Thynne. von Königsmarck var förälskad i hans fru, lady Ogle, och en rad omständigheter tydde på att han var den skyldige. I brist på bevis frikändes han, mycket tack vare den popularitet hans militära insatser i Englands tjänst hade förlänat honom. 
Kort därefter trädde han i fransk krigstjänst och deltog i slaget vid Ponte-Major i Katalonien, men då franske kungen med vapenmakt ville undertrycka samvetsfriheten hos sina reformerta undersåtar lämnade von Königsmarck Frankrike och trädde i stället i sin farbroder Otto Wilhelm von Königsmarcks tjänst. Han deltog i slaget vid Argos, men drabbades därefter av en febersjukdom och avled 27 augusti 1686.